# Сайф II ибн Султан
Сайф II ибн Султан (-1741/1743) — шестой ибадитский имам из династии Йарубидов, правивших Оманом. С 1718/1719 года по 1741/1743 год он несколько раз (по разным подсчетам три или четыре раза) был главой Омана, в годы, когда страна погрузилась в гражданскую войну.

## Малолетний правитель

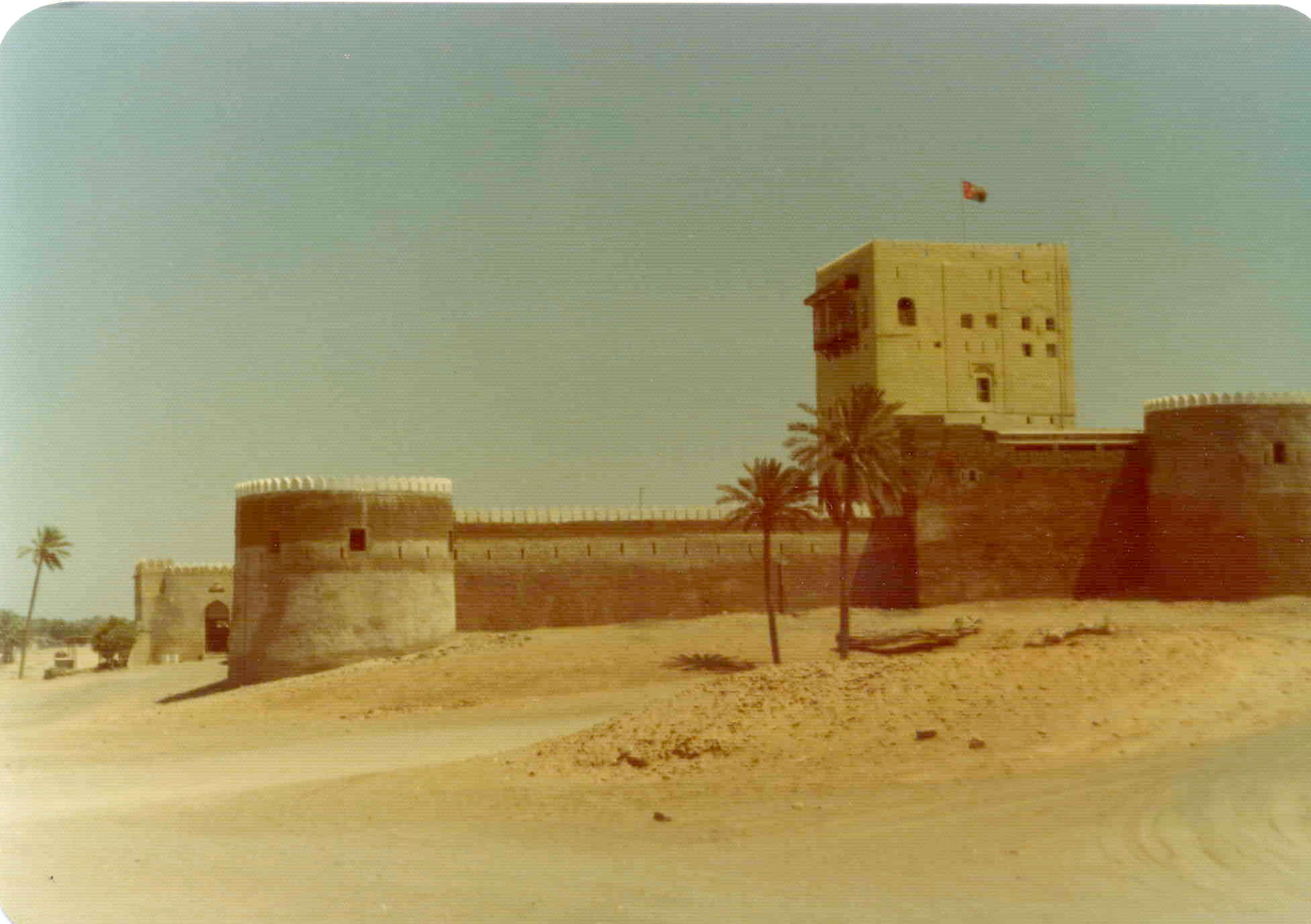
Сохар

В 1718 (или 1719) году умер пятый ибадитский имам Омана из династии Йарубидов Султан II ибн Сайф. На момент смерти отца Сайф не достиг совершеннолетия. Религиозные лидеры и ранее были недовольны тем, что должность имама наследуется от отца к сыну в роде Йарубидов, а также роскошью, в которой они живут. А тут правителем Омана, который являлся верховным авторитетом в религиозно-нравственных вопросах для членов ибадитской общины, должен был стать мальчик. Так как это решение являлось для духовенства неприемлемым, то имамом Омана они провозгласили Муханну ибн Султана, родственника Султана II. Но вожди племен поддержали Сайфа. Почти три года длилось противостояние Сайфы и Муханны, пока последний не был убит сторонником Сайфа II. Это произошло в 1720/1722 году. Но на этом война не закончилась.
В 1723 году к конфликту присоединились племя Низар во главе с Мухаммад ибн Насир аль-Гафири и йеменское племя Бани Хина во главе с Халяф
ибн Мубараком. Вступление в борьбу двух влиятельных племен раскололо общество на две группы: Гафири и Хинауи. Борьба продолжалась несмотря на попытки провести всеобщие выборы. Проигравший претендент продолжал борьбу за власть. Многократные выборы имама обесценили значение титула.
В 1728 году противостояние Мухаммада ибн Насира (контролировавшего внутренние районы) и Халяфа ибн Мубарака (контролировавшего Маскат и побережье) закончилось. Они оба погибли в ожесточенной битве при Сохаре.

## Совершеннолетнее правление

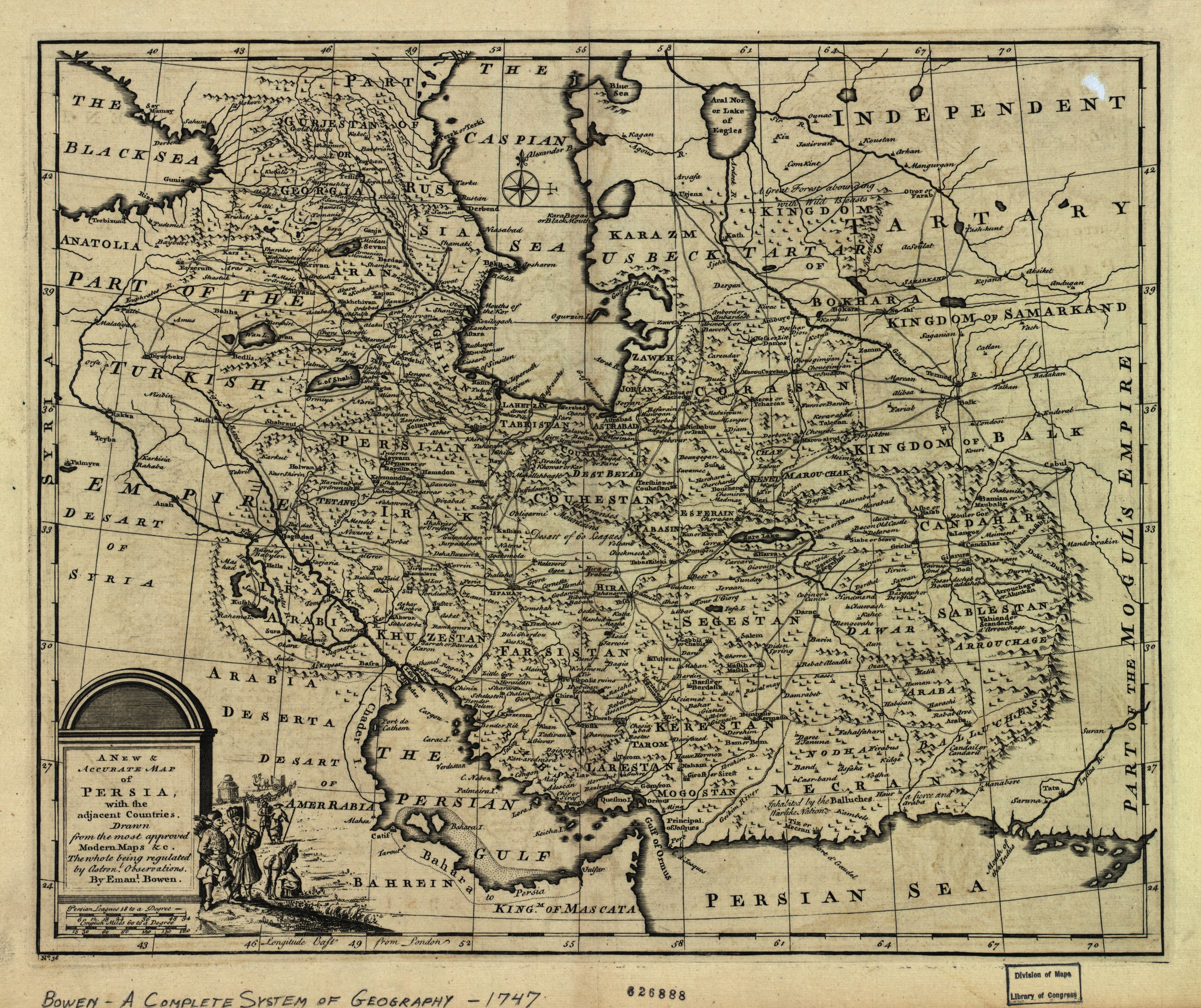
Персия и её соседи в 1747 году

Став совершеннолетним и дождавшись гибели опасных конкурентов, Сайф II в очередной (и последний) раз был провозглашен имамом. Но он хотя и был признан в этом качестве племенами, не мог примирить их друг с другом после многолетнего конфликта. Племя Гафири, первоначально выступавшее в его поддержку, пересмотрело свою позицию и выступило против него. В 1732 году Сайф II был обвинен в отступлении от норм шариата и был отстранен от власти советом улемов и шейхов. Новым имамом был провозгласили Абу-ль-Араба II ибн Химьяр. Но Сайф II не признал это решение и обратился за поддержкой к белуджам Макранского побережья, живших на северной стороне Оманского залива. Но приведенное им войско было разбито Абу-ль-Арабом. Потом в войну была втянута Персия.
В 1737 году Персия Надир-шаха начала войну, целью которой было покорение Омана. В 1737 году персы разгромили оманский флот и их войско под руководством Латиф Хана высадилось у Сохара и начало завоевание. В 1738 году, опасаясь того, что персы завоюют Оман, Сайф II и его противники договорились о том, что они будут вместе бороться с захватчиком (Абу-ль-Араб II отказался от должности имама). Это позволило Сайфу II разбить персов у Маската и выгнать их страны.
Но уже вскоре противники Сайфа провозгласили, что он отрешен, и избрали нового имама Султана III ибн Муршида. Осажденный в Маскате войсками Султана III ибн Муршида Сайф II призвал на помощь персов. В качестве платы за помощь персы потребовали стать вассалом Ирана и платить дань. Персы пришли на помощь и освободили Сайфа от осады. Но после этого они установили свой контроль над Маскатом и попытались подчинить Оман. Назначенный Сайфом в Сохар Ахмад ибн Саид пытался оказать им сопротивление, но был отброшен к Барке.
Имам Султан ибн Муршид был смертельно ранен под стенами Сохара. А вскоре умер и поддерживаемый персами Сайф. Абу-ль-Араб II ибн Химьяр аль-Гафири был избран имамом вместо Султана ибн Муршида. Это произошло в 1741/1743 году.